# Ferenc Szabó
Ferenc Szabó (Budapest, 27 dicembre 1902 – Budapest, 4 novembre 1969) è stato un compositore ungherese.

## Biografia
Comunista già da giovanissimo, tra le due guerre mondiali Szabó fu costretto ad emigrare attraverso Berlino (1931) fino all'URSS (1932). Divenne una figura rispettata nella vita musicale sovietica e trovò le opportunità di esplorare un terreno comune, una sintesi tra la sala concerti e la composizione di musica di massa, a un livello di gran lunga superiore. Oltre a comporre un certo numero di canzoni di massa e colonne sonore di film (in particolare La Rivolta dei Pescatori di Erwin Piscator, 1934), trascrisse la Sinfonietta, in origine per orchestra da camera, per orchestra di domrï (strumenti popolari a pizzico). Scrisse numerose opere orchestrali come pure un'opera lirica, Légy jó mindhalálig (1969).

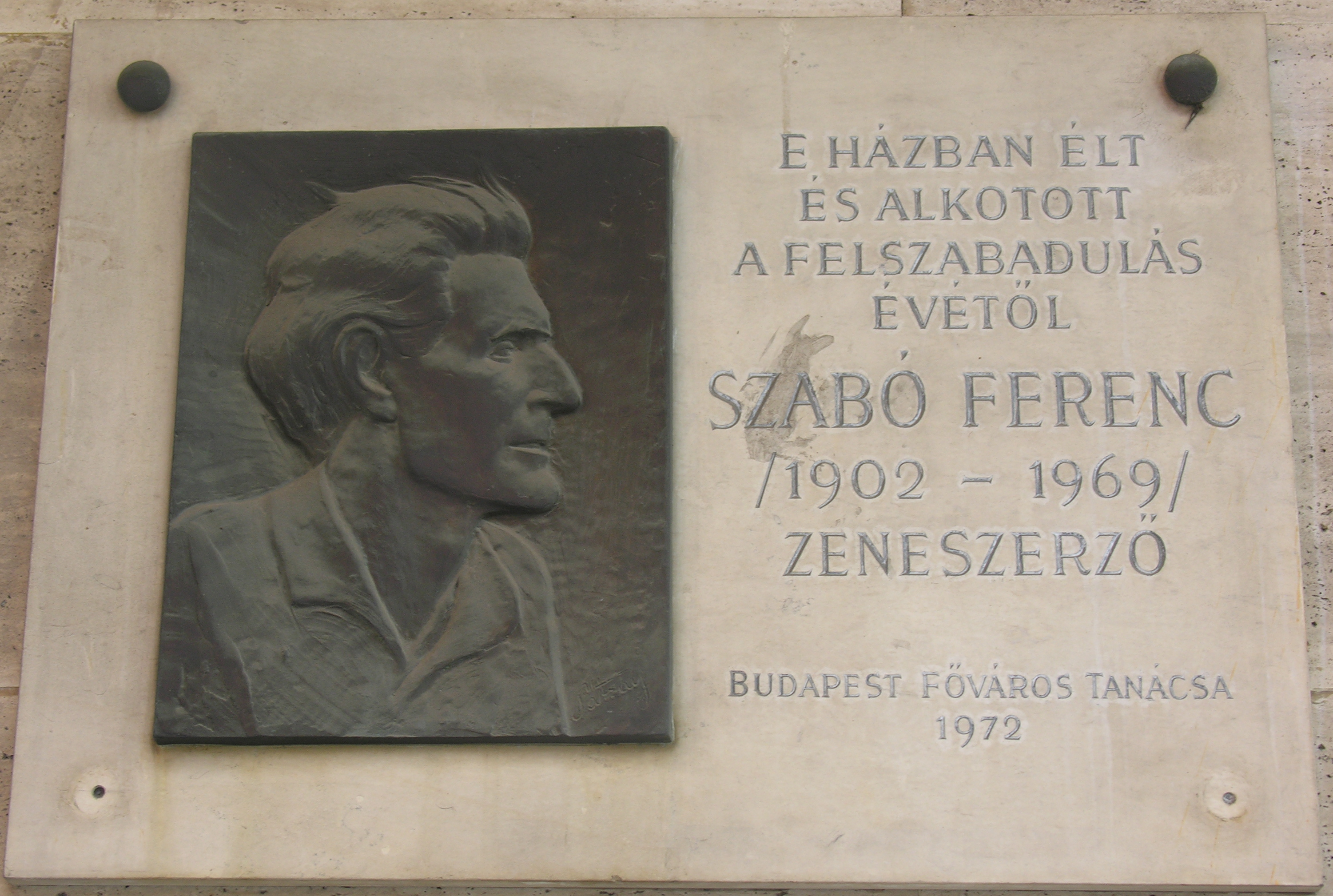
Ferenc Szabó

Rimase sempre uno stalinista impegnato e fedele fino alla fine della sua vita, e compose molte opere elogiando il premier sovietico Joseph Stalin e i suoi risultati.

## La fine
Il compositore cadde in disgrazia con il Partito comunista ungherese dopo che le sue accuse come informatore durante i processi farsa di Mosca nel 1930 divennero meglio conosciute. Come risultato delle sue accuse un certo numero di membri del Partito comunista era stato giustiziato dalla polizia segreta di Stalin. Egli fu spogliato senza tante cerimonie di tutti i suoi incarichi pubblici e morì nell'oscurità; senza dubbio un destino migliore rispetto a quello che toccò alle vittime precedenti delle "Grandi purghe".